# Kullagården

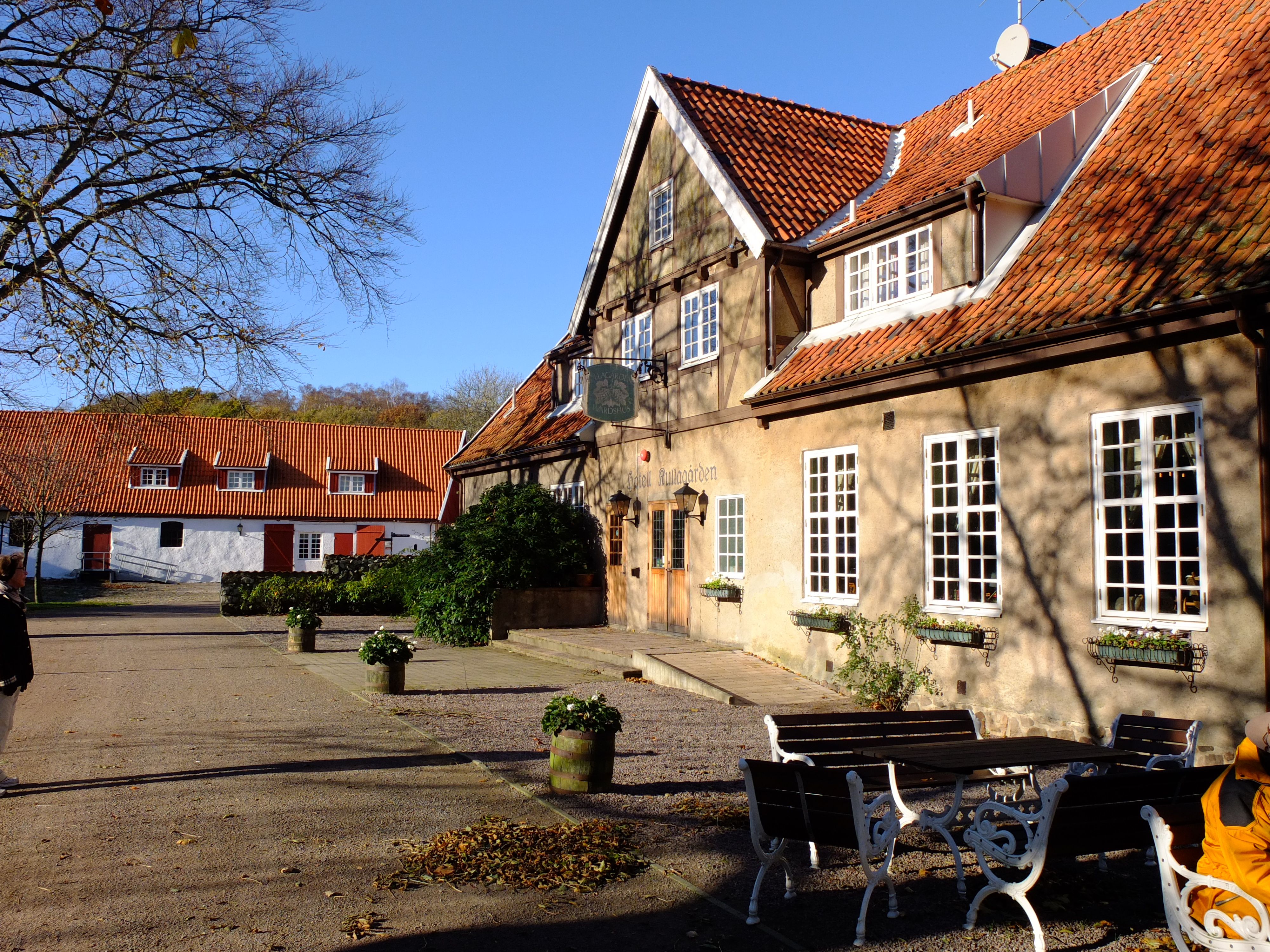
Kullagårdens Wärdshus hösten 2012.

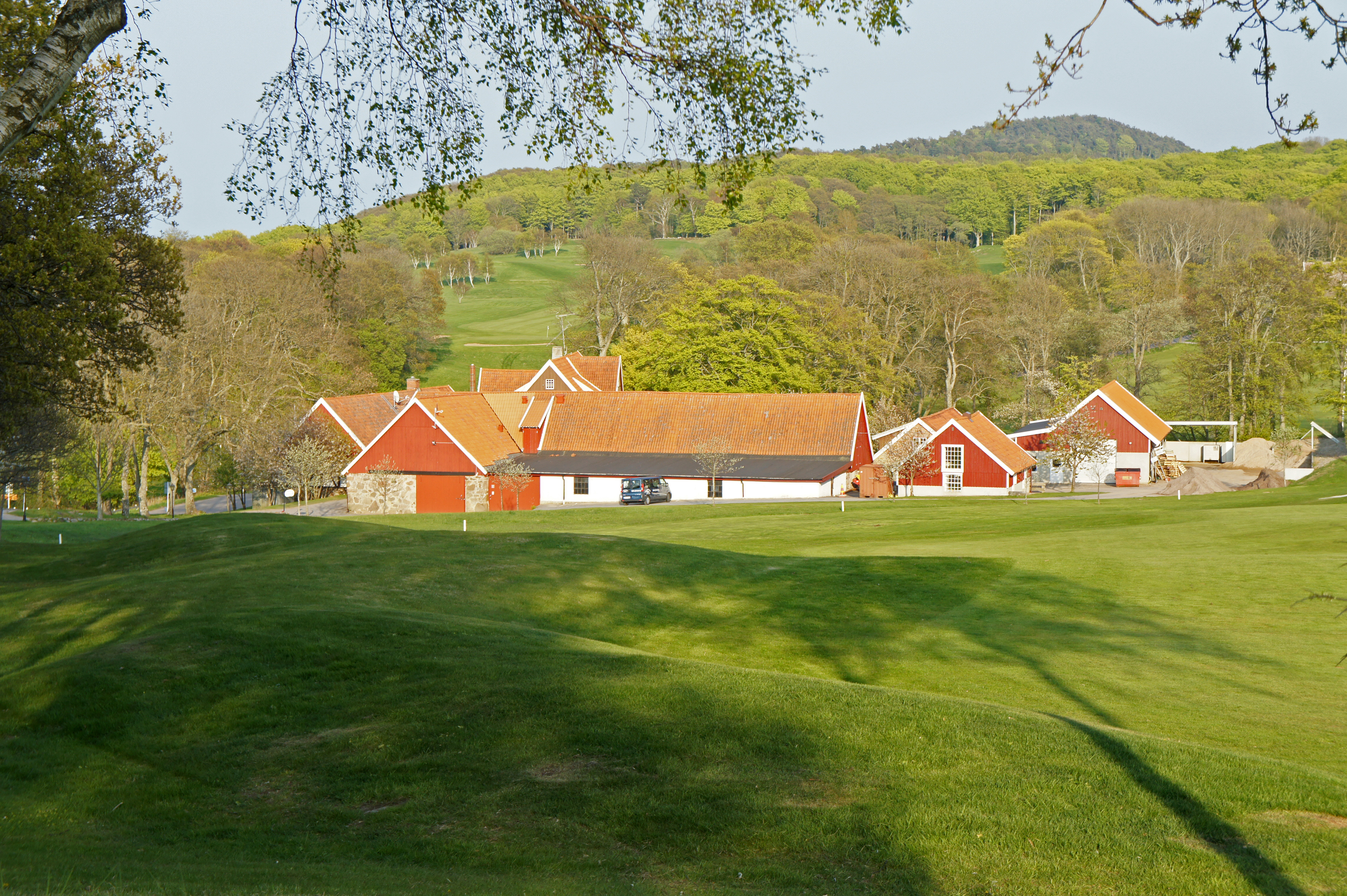
Kullagården med omgivande golfbana tillhörande Mölle GK.

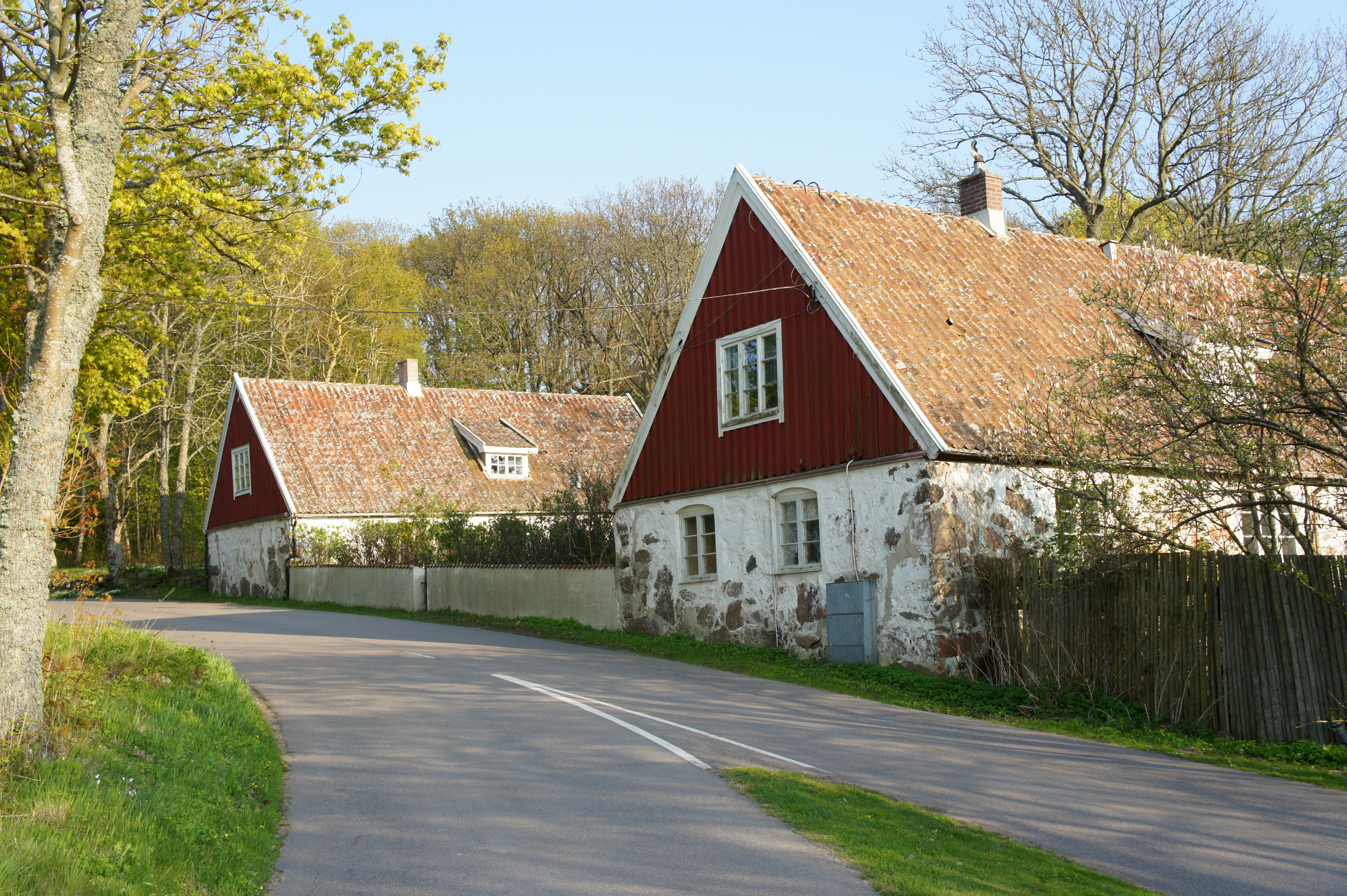
Ransgården ("Gamla Kullagården") år 2011.

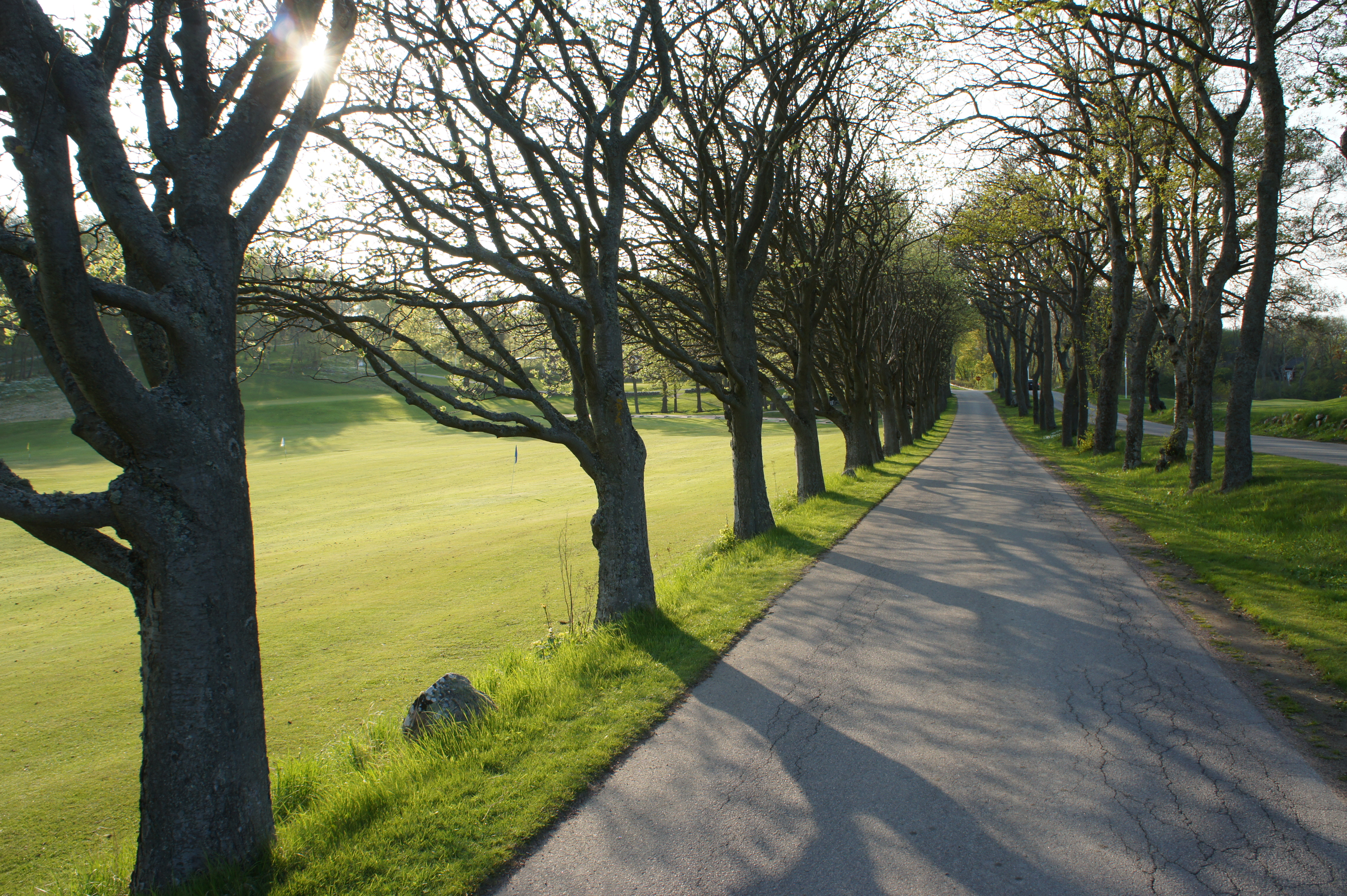
Allén som leder till Kullagården.

Kullagården är en gård i Brunnby distrikt, Höganäs kommun och Skåne län. Den ligger invid Italienska vägen halvvägs mellan Mölle och Kullens fyr på Kullaberg. Gården kan ha medeltida ursprung, och var först känd under namnet Kulla Gård. Kullagården förlänades förr till den som ansvarade för driften av Kullens fyr. I början av 1800-talet uppdelades Kullagården i två gårdar, Gamla Kullagården, som idag är känd som Ransgården, och Nya Kullagården, där idag Kullagårdens Wärdshus och Mölle Golfklubb ligger. På 1800-talet kom Kullagården att bli centrum för den tidiga turismen på Kullaberg.

## Lyktegården
Kullagården omtalades första gången år 1564 som Kuldegaard i ett kungligt brev. Gården ägdes sedan medeltiden av danska staten. Senare förlänades gården till den som åtog sig att ansvara för skötseln av Kullens fyr. Gården kallades därför även för Lyktegården. Läntagaren behövde inte nödvändigtvis själv bo på gården. Han hade dock det slutliga ansvaret för fyren, och för detta hade han inkomster från jordbruket som bedrevs vid gården. En kortare tid år 1561 försökte den danske kungen Fredrik II hitta silver på berget, varför en del av gården uppläts till en bergsgesäll. "Malmen" visade sig dock inte innehålla något silver. (Se vidare Kullabergs grottor.)
Under åren 1577–1601 hade astronomen Tycho Brahe Kullagården som förläning, under vilken tid han hade ansvar för att Kullens fyr sköttes. Den uppgiften slarvade han dock med, varför Brahe drog på sig kritik för att ha erhållit Kullagården alltför lättvindigt. År 1658 blev gården svensk efter Freden i Roskilde. Den arrenderades då ut till Anders Moensen. År 1668 blev Kullagården frälsegods. Då ägdes gården av grevinnan Maria Sofia De la Gardie. Gården blev dock kort därefter föremål för Karl XI:s reduktioner. Så småningom blev den tilldelad indelningsverket.
Den gamla Kullagården bestod av en mangårdsbyggnad, belägen norr om nuvarande Italienska vägen, och två längor belägna söder om vägen. Mangårdsbyggnaden brann ner omkring 1900, men uthuslängorna står kvar, ca 300 öster om nuvarande värdshus. Man ser ännu rester av den gamla trädgården norr om vägen.  Kullagårdens koppling till Kullens fyr fortsatte in på 1700-talet.

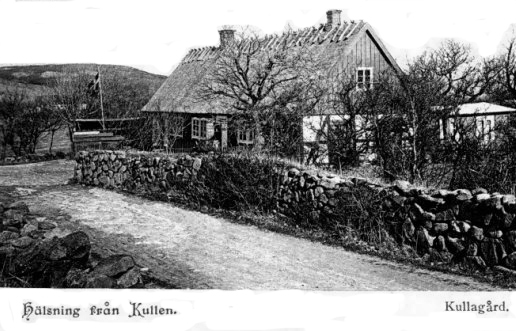
Gamla Kullagården, nedbrunnen år 1900 (vars uthuslängor står kvar och kallas Ransgården).
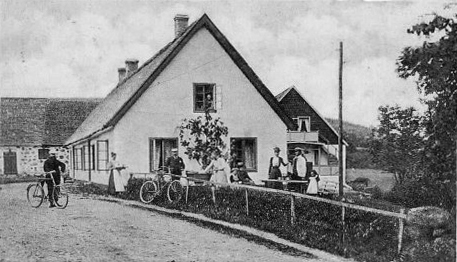
Nya Kullagården, nedbrunnen år 1916.
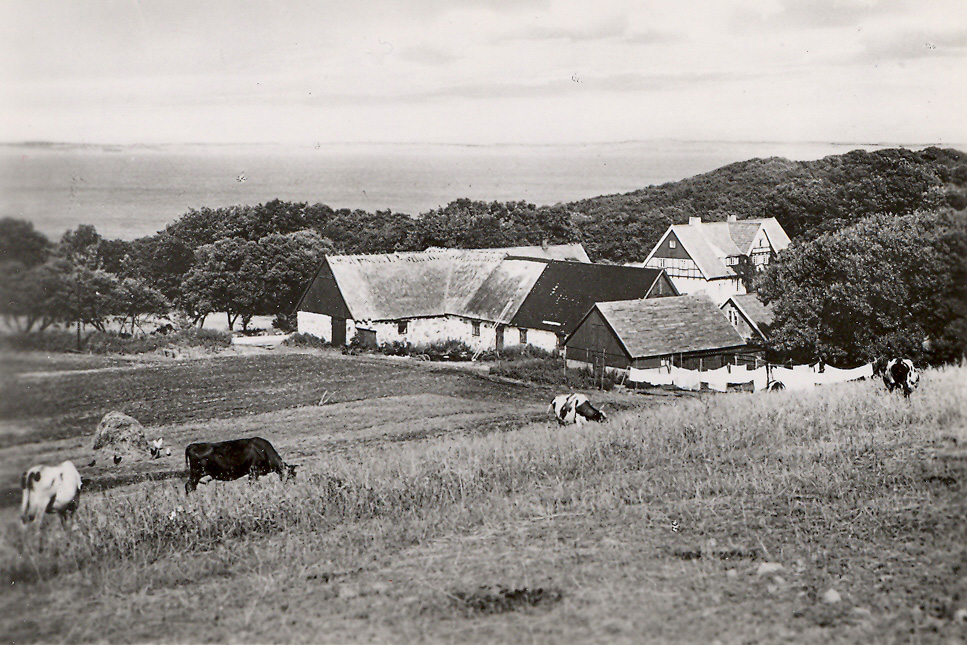
Ett äldre foto av Nya Kullagården med kor som betar där nu golfbanan är belägen.

## Kullagården och Kullasläkten
Medan grevinnan Maria Sofia De la Gardie fortfarande levde fick Truls Andersson, känd 1637-1684, från Svinabeck (dagens Svanebäck, i Viken i Höganäs kommun) arrende på Kullagården.
Efter honom tog sonen och senare fyrmästaren, Nils Trulsson (c1658–1736/1737), över gården. Nils var gift två gånger och fick 13 barn, och räknas som anfader till den stora släkt som kallas Kullasläkten.

## Kullagården och släkten Kullenberg
Nils Trulssons son, Nils Nilsson (1715–1775) övertog Kullagården ca 1740 och då även uppsyningsmannaskapet över Kullens fyr. Han var även rusthållare. Nils Nilsson friköpte gården enligt kommerskollegie skattebrev i juni 1757. Efter Nils Nilssons död behöll hans änka Boel (född Christensdotter) gården och fyrskötseln fram till sin död 1778.
Nils och Boels sju barn tog sig efternamnet Kullenberg. En senare ättling inom släkten Kullenberg var civilingenjören Yngve Kullenberg som grundade Yngve Kullenberg Byggnads AB år 1953. 
Nils Nilssons äldste son Nils Kullenberg (1747–1793) hade Kullagården till sin död och därefter hans änka Elna (född Andersdotter Pyk) till 1807. Under 1800-talet togs Kullagården över av familjen Elfversson. Nils Kullenbergs dotter Kjerstina (1771–1806) hade omkring 1800 gift sig med Jöran Elfversson (1772–1830). I sitt andra gifte med Anna hade han sonen Gustav Elfversson (1814–1887) som ärvde gården efter Anna Elfversson.
Från 1833/34 till 1860 hade gården och dess ägor varit delad efter arvskifte och den ägdes då till 2/3 av Nils Kullenbergs svärson, fanjunkaren (tidigare kvartermästaren) Johan Friedrich Brinck (1776–1845) som var gift med två av Nils Kullenbergs döttrar, först Anna och därefter Botilla.

## Värdshus
Kullagården har ända sedan fyrens tillkomst stått till tjänst som övernattningsställe för fyrpersonal och koltransportörer. En och annan besökare med andra syften besökte också gården, och i mitten av 1700-talet ökade antalet besökare. En av dem var Carl von Linné, som tog in här den 14 juli 1749 på sin skånska resa. Han berömde platsen så här:
| ”                                             | Kullagård, ett enstakat rusthåll, låg nästan en halv kvart öster om fyren, vilken var omgiven i öster, söder och väster med de skallige, fjällika Kullbergen, inom vilka en vacker och ren bokskog på alla sidor instängde åker och äng med gården, som låg öppen på norra sidan åt havet och täcktes allenast av bokskogen. Sålunda var här en av de artigaste situationer som upptänkas kunde, och folkets beskedelighet svarade mot denna behagliga ort. | „ |
| – Carl von Linné: Skånska resan, 14 juli 1749 | |   |

En en gästgiverirörelse etablerades i början av 1800-talet. En gästbok finns bevarad från början av 1810-talet, och man kan då konstatera att många besökare varit långväga. På 1820-talet innehades Kullagården av änkan Anna Elfverson. Åtminstone tre rum hyrdes ut till turister och andra gäster. 1833–1834 avdelades Nya Kullagården, som ligger 300 m väster om den gamla. Den nya gården kom av lokalbefolkningen kallas "den andre gård". Vid delningen blev den gamla Kullagården den mindre, och fick beteckningen Kulla 1 1/3, medan den nya fick beteckningen Kulla 1 2/3. Vid delningen togs den nya gården över av Johan Friedrich Brinck, medan den gamla även fortsättningsvis ägdes av änkefru Elfverson. År 1836 besökte den danske diktaren Steen Steensen Blicher Kullagården och har samlat sina minnen från resan  i skriften "Sommerreise i Sverrige år 1836". Efter Anna Elfversons död år 1850 övertog sonen Gustaf och svärdottern Henrietta rörelsen. Tio år senare, 1860, kunde Gustaf Elfverson inköpa den nya Kullagården, och därmed bli ensam ägare till båda fastigheterna. Den nya Kullagården utvecklades till gästgiveri, medan den gamla Kullagården innehöll hotelldelen. Kullagården blev under 1860-talet ett centrum för den tidiga turismen på Kullaberg. Förutom svenskar var det i hög grad danskar och tyskar som besökte platsen. Oscar Patric Sturzen-Becker fällde omdömet att Kullagården kunde liknas vid Kullabergs S:t Bernhardskloster.
Till populariteten bidrog att flera danska och svenska kungligheter kom på besök till Kullagården. Sommaren 1852 besökte Danmarks kung Fredrik VII Kullagården. Han fick då ge namn år en grotta. (Se Josefinelust.) Den 25 juli 1864 kom kronprins Oscar och hans gemål Sofia på besök, och året kom änkedrottning Josefine (Oscar I:s gemål). Drottning Josefine fick vid det tillfället utsiktsplatsen Josefinelust uppkallad efter sig. Den 13 augusti 1886 återkom Oscar II, nu som kung, i sällskap med prins Eugen. I samband därmed fick kungen ravinen Oscarsminne uppkallad efter sig. På grund av ekonomiska bekymmer tvingades Gustaf Elfverson sälja gården till Krapperups slott år 1872, men han och hustrun stannade kvar som arrendatorer och fortsatte utveckla turismen. Gustaf Elfverson byggde stigar, vandringsleder och utsiktsplatser och lät 1886–1887 också anlägga utsiktsvägen Italienska vägen, något som gjorde vandringen från Mölle till Kullens fyr lättare.
Enligt en referat i köpenhamnstidningen Politiken från förra sekelskiftet stod gästrummen i Kullagården alltid öppna för luftens skull:
| ”                    | De lignede en række fuglebure, møblementet var ikke pralende, ikke ret egnet til ophold om dagen, men om natten fortsatte sengene ypperligt dagens drøm paa de haardeste klipper... Kullagården rymde: tilvenstre en slags krostue, og tillhøjre en lang lav spisesal. Naar det kneb med pladsen, kunde det ogsaa hende, at der blev redt op her til et par gæster. Fru Elfverson jævnede den slags ting med en haandbevægelse. De beste syuer vendte ud mod den gamle have, hvor ribs og stikkelsbærbuske groede tæt... | „ |
| – Politiken 3/2 1900 | |   |

Den gamla Kullagården brann ner till grunden den 30 januari 1900. Uthuslängorna står dock kvar och kallas för Ransgården. De ligger 300 meter öster om dagens värdshus. Namnet Ransgården är hämtat från Ransvik vid Öresund. Strax efter att Kullagården brann ner flyttade centrum för turismen till Mölle. Där byggde Gustafs och Henriettas son Johan Elfverson 1902 ett nytt hotell – Hotel Elfverson.
Operasångerskan Louise Pyk föddes på Kullagården 1849.

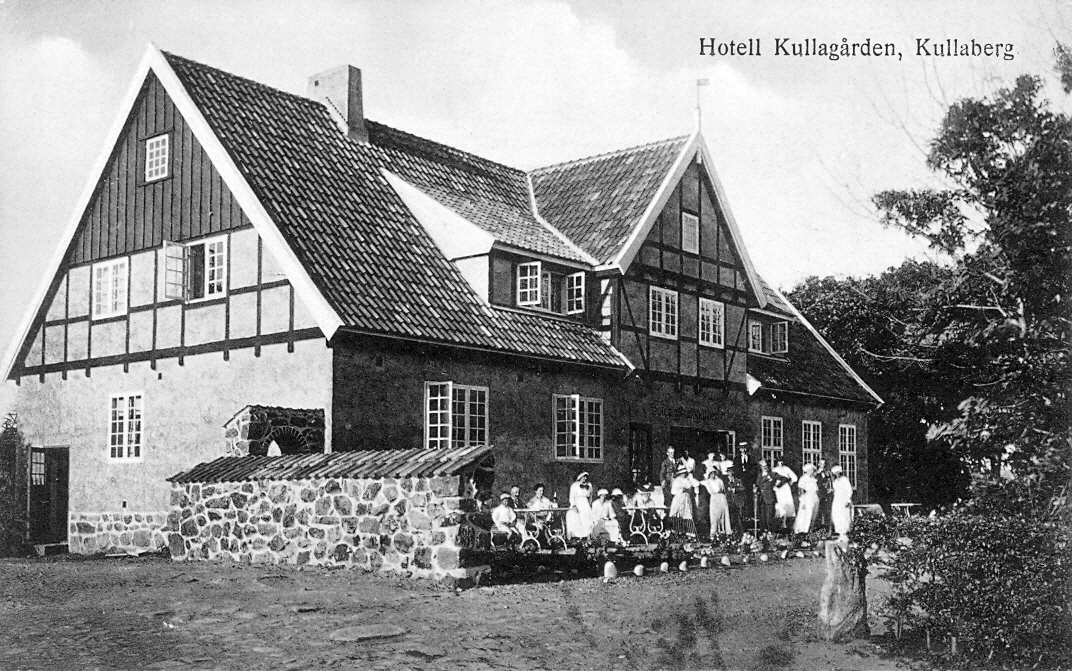
Hotell Kullagårdens nya byggnad, invigd 1917.

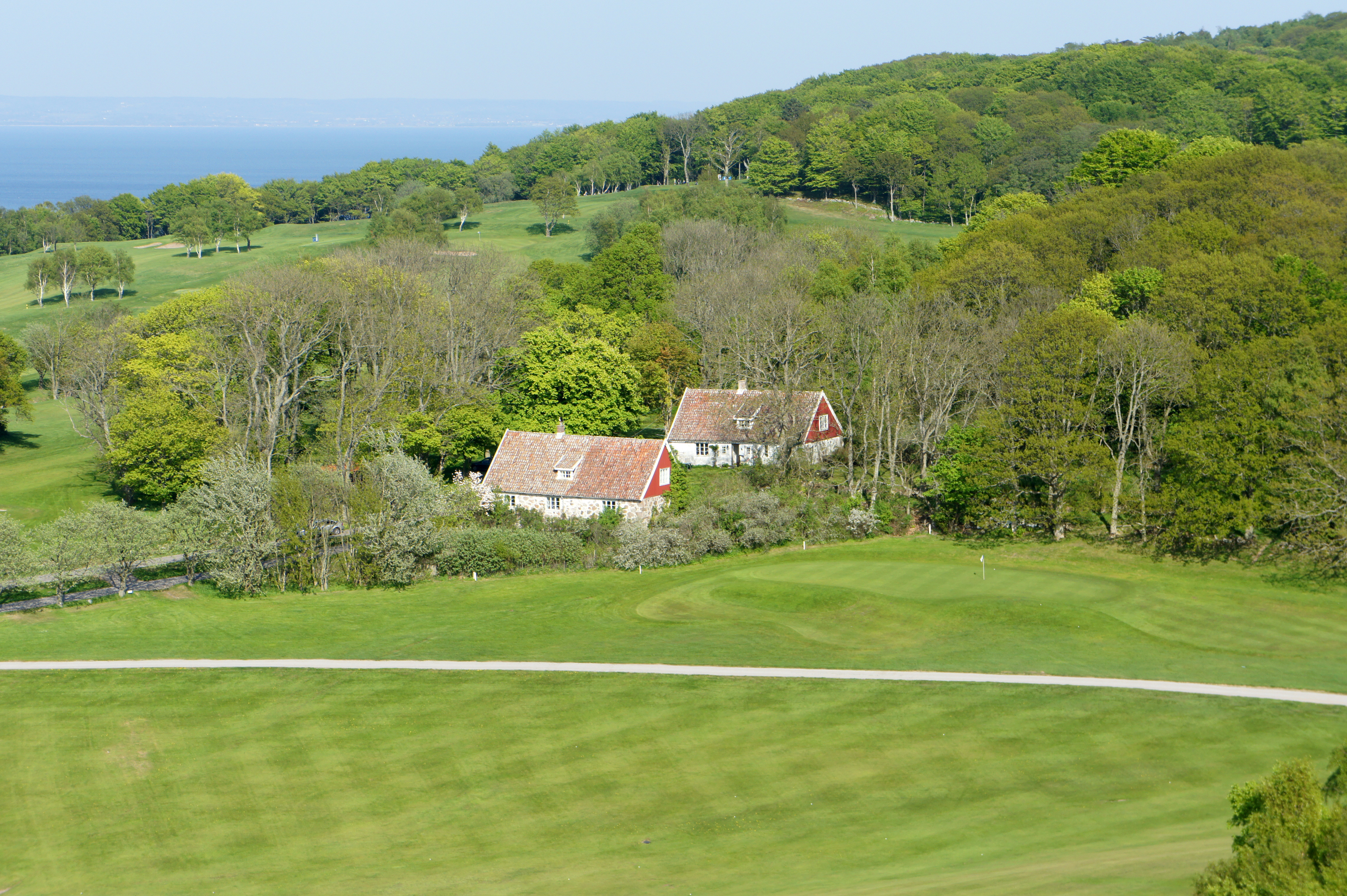
Ransgården och Mölle GK med Skälderviken i bakgrunden.

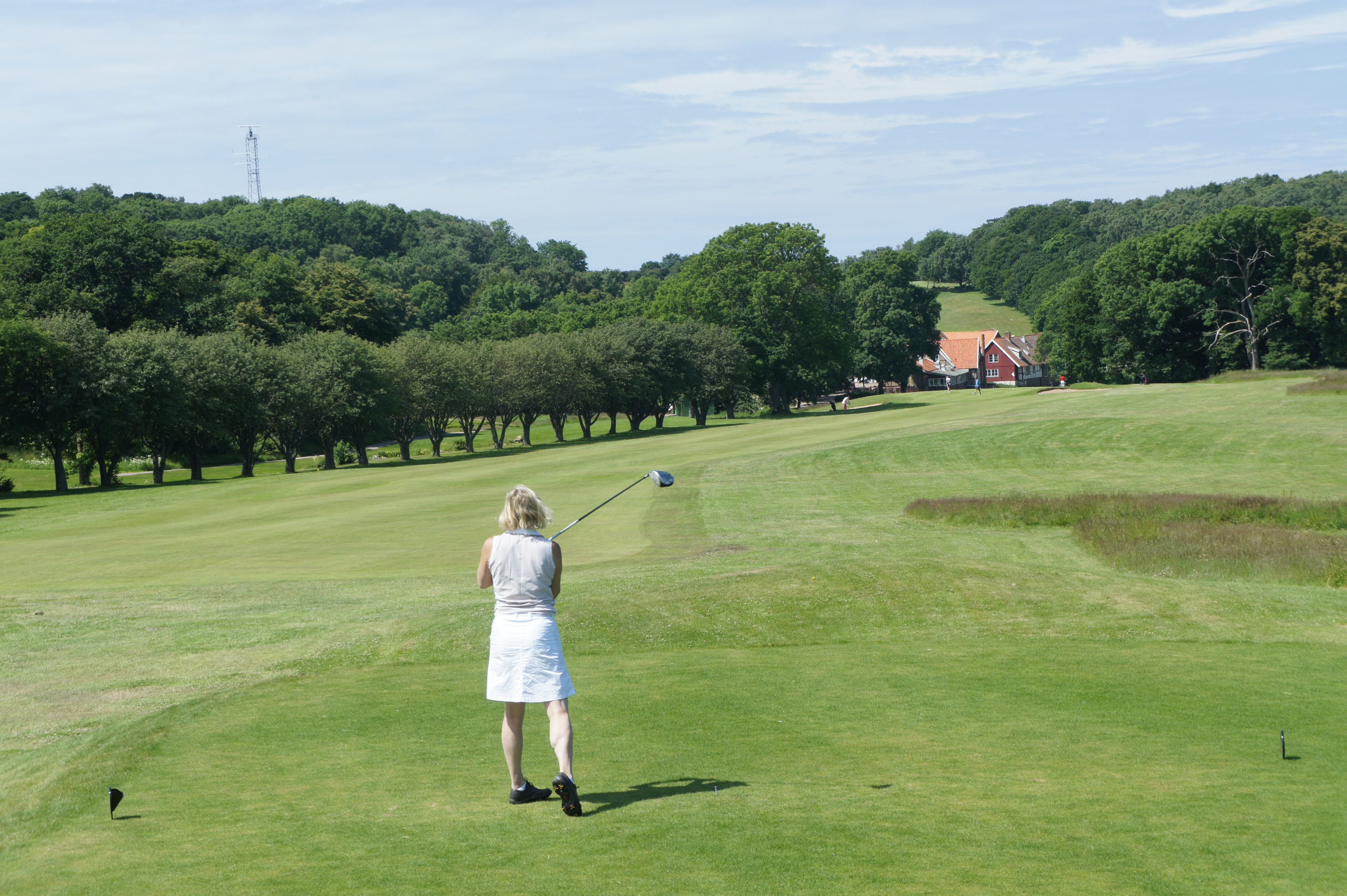
Mölle GK med Kullagården i bakgrunden

## 1900-tal: Hotell, lantbruk och golfbana

### Hotell Kullagården
Trots den växande turismen i Mölle, fortsatte gästgivarverksamheten på "Nya Kullagården" alltjämt, nu under namnet Hotell Kullagården. År 1914 hade man byggt ut till 15 resanderum. En ny hotell- och restaurangbyggnad byggdes även. På den tiden bedrevs jordbruk parallellt med värdshusverksamheten.
Baron Nils Gyllenstierna på Krapperups slott lät 1913 bjuda ut västra Kullaberg, inklusive Kullagården, till försäljning sedan han tröttnat på att hotellägarna i Mölle gjort stora pengar på de ökade turistströmmarna till Kullen, medan han själv inte kunnat göra några större vinster. När det spreds rykten om att kapitalstyrka tyskar övervägde att köpa Kullaberg för att bygga ett storhotell, anlägga ett större stenbrott och på olika sätt exploatera området, gick en grupp naturvänner samman för att rädda berget från utländskt övertagande. Det nybildade bolaget AB Kullabergs natur, vars ägare alla var styrelseledamöter i Skånes naturskyddsförening, fick i mars 1914 köpa västra Kullaberg. AB Kullabergs natur blev därför ägare till Kullagården år 1914.
Även Nya Kullagården brann ner. Det skedde på natten mellan den 21 och 22 mars 1916. En ny huvudbyggnad, den idag befintliga, uppfördes 1916-17. Ursprungligen är den en ladugårdsbyggnad från början av 1800-talet. Byggnaden vilar på gråstensgrund, har väggar av brunputsat tegel, och inslag av korsvirke i övervåningens fasad. Två frontespiser och fem homejor finns på byggnaden. I början av 1940-talet gjordes en tillbyggnad åt öster, från början ägnad åt golfklubben, idag restaurang. I en byggnad omedelbart väster om värdshuset ligger golfklubbens kontor och en golfshop. Till byggnaderna på platsen hör också en f.d. ladugård, byggd i vinkel, samt några mindre byggnader.
På Kullagården har värdshusverksamhet fortsatt att bedrivas av olika arrendatorer under hela 1900-talet.

### Lantbruk
Långt in på 1900-talet var lantbruk en viktig del av verksamheten på Kullagården. Medan hotelldelen arrenderades ut till en krögare, drevs lantbruket av en jordbruksarrendator. År 1942 redovisar dåvarande jordbruksarrendatorn att egendomen fördelades på följande sätt: 17,5 hektar åker, 5 hektar betesmark, 26,5 hektar golfbana, samt 249 hektar skog och impediment. När golfbanan byggdes ut år 1969, blev arrendatorns huvuduppgift att vara greenkeeper. Jordbruksverksamheten vid Kullagården upphörde formellt år 1991 när golfklubben tog över Kullagården (se nedan).

### Kullagårdens Wärdshus
Hotell Kullagården bytte namn till Kullagårdens Wärdshus i mitten av 1900-talet. Det ligger i den år 1916-17 ombyggda fastigheten. AB Kullabergs natur sålde 1991 Kullagården till Mölle golfklubb för fem miljoner kronor. Värdshuset genomgick en omfattande restaurering år 2010, och hotelldelen omfattar nu 16 rum. Värdshuset drivs sedan 2019 av Malin och Petter Sandström.

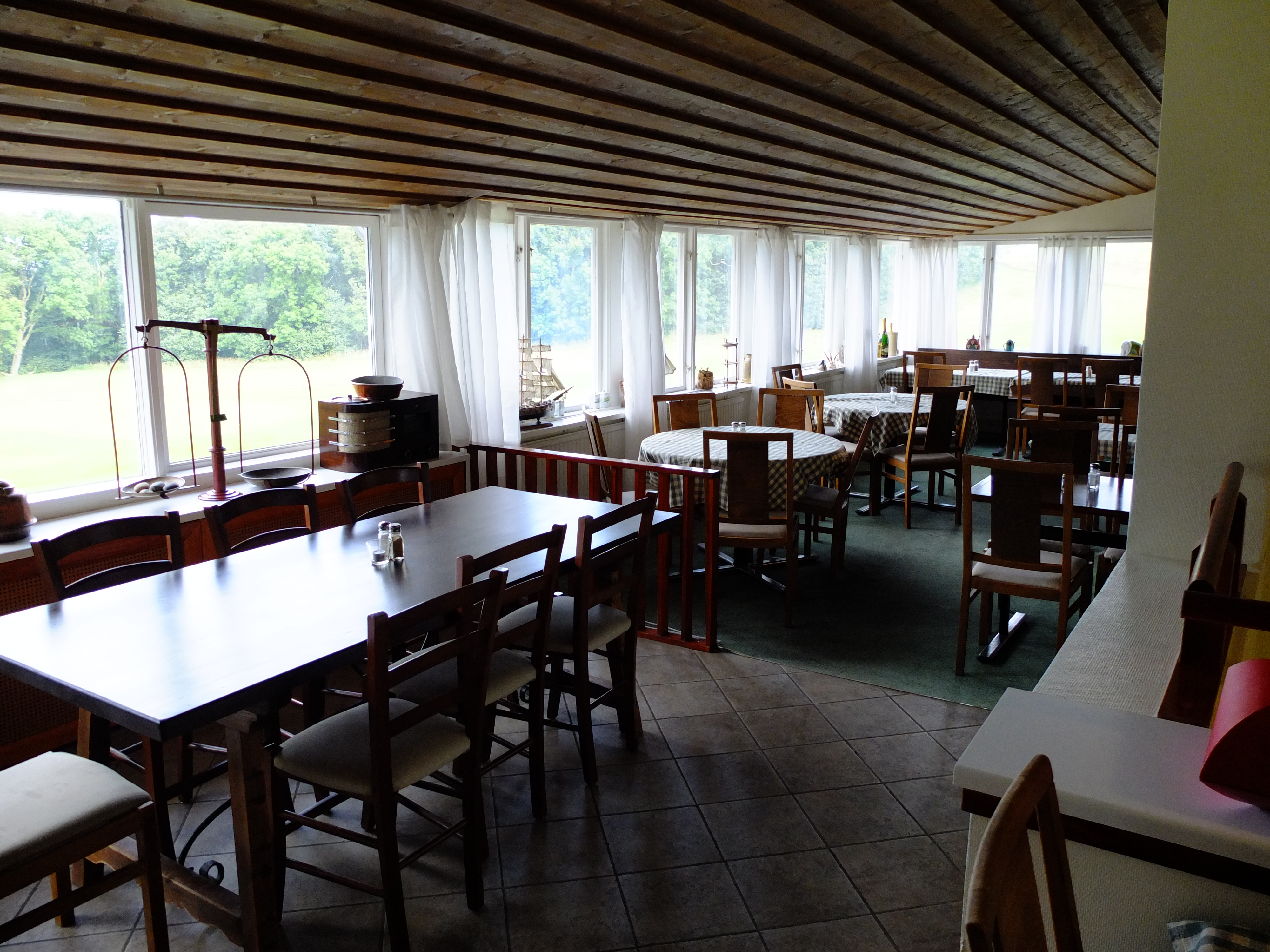
Barmatsalen
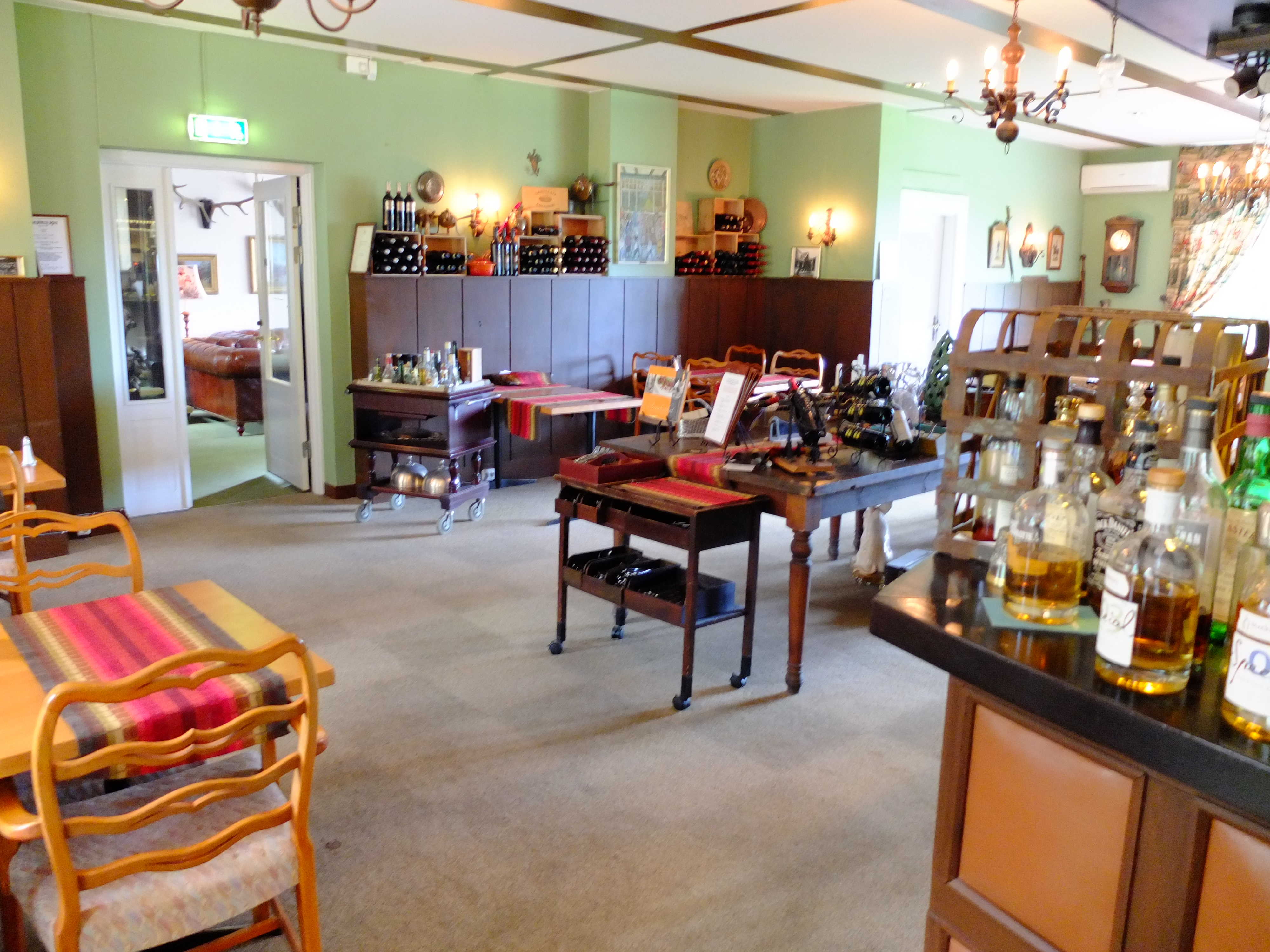
Del av restaurangen
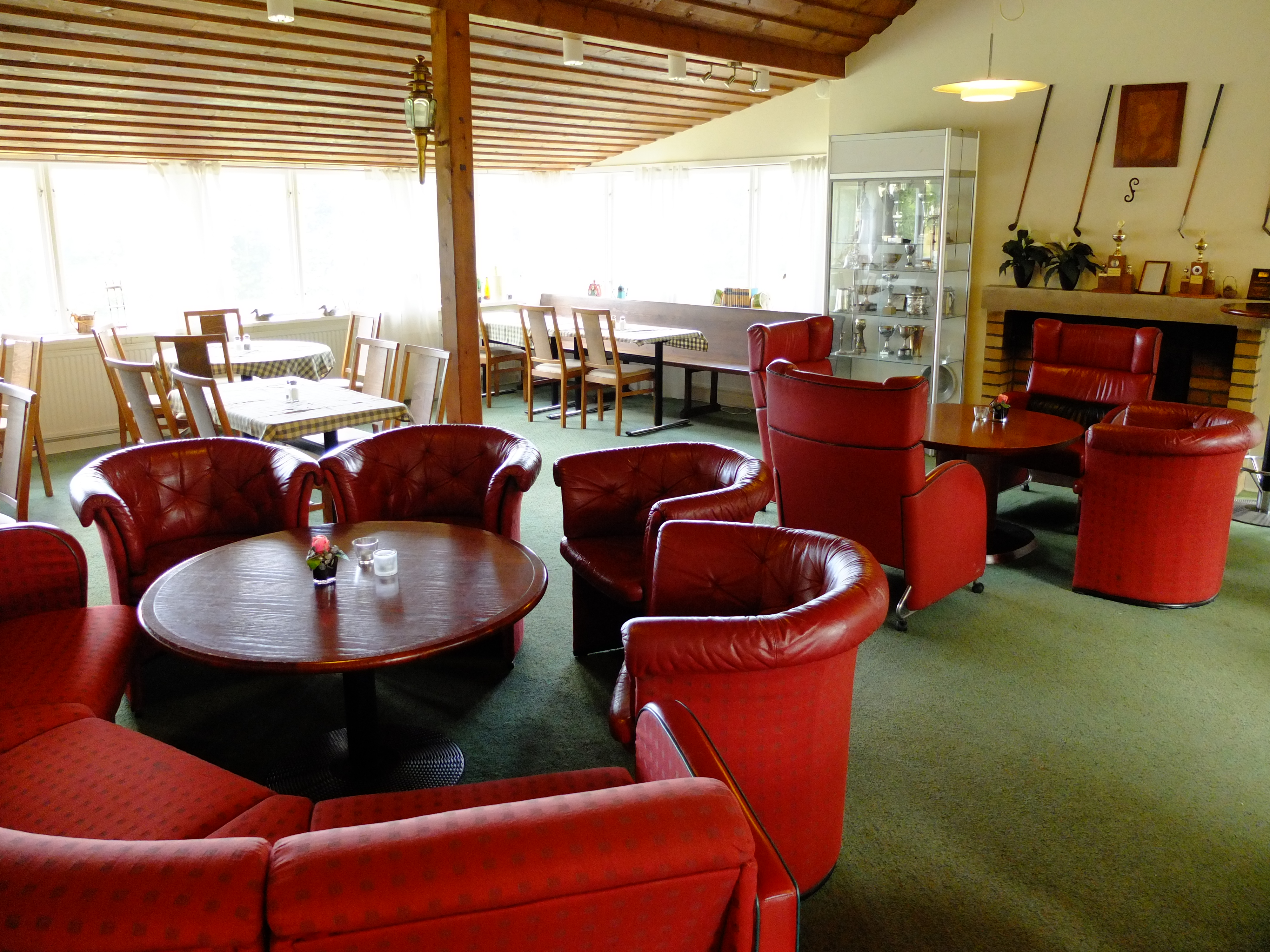
Relaxavdelning
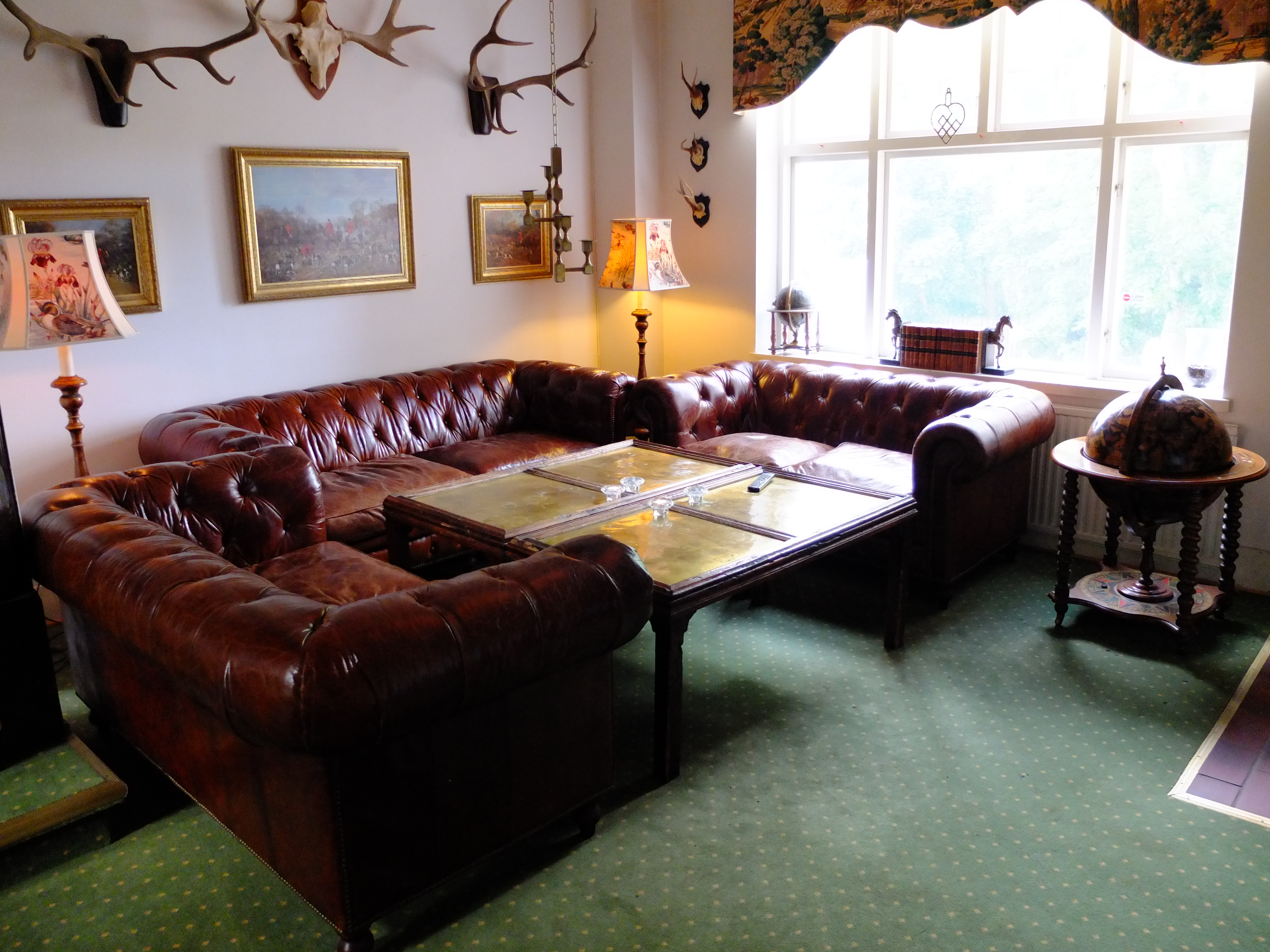
Loungen
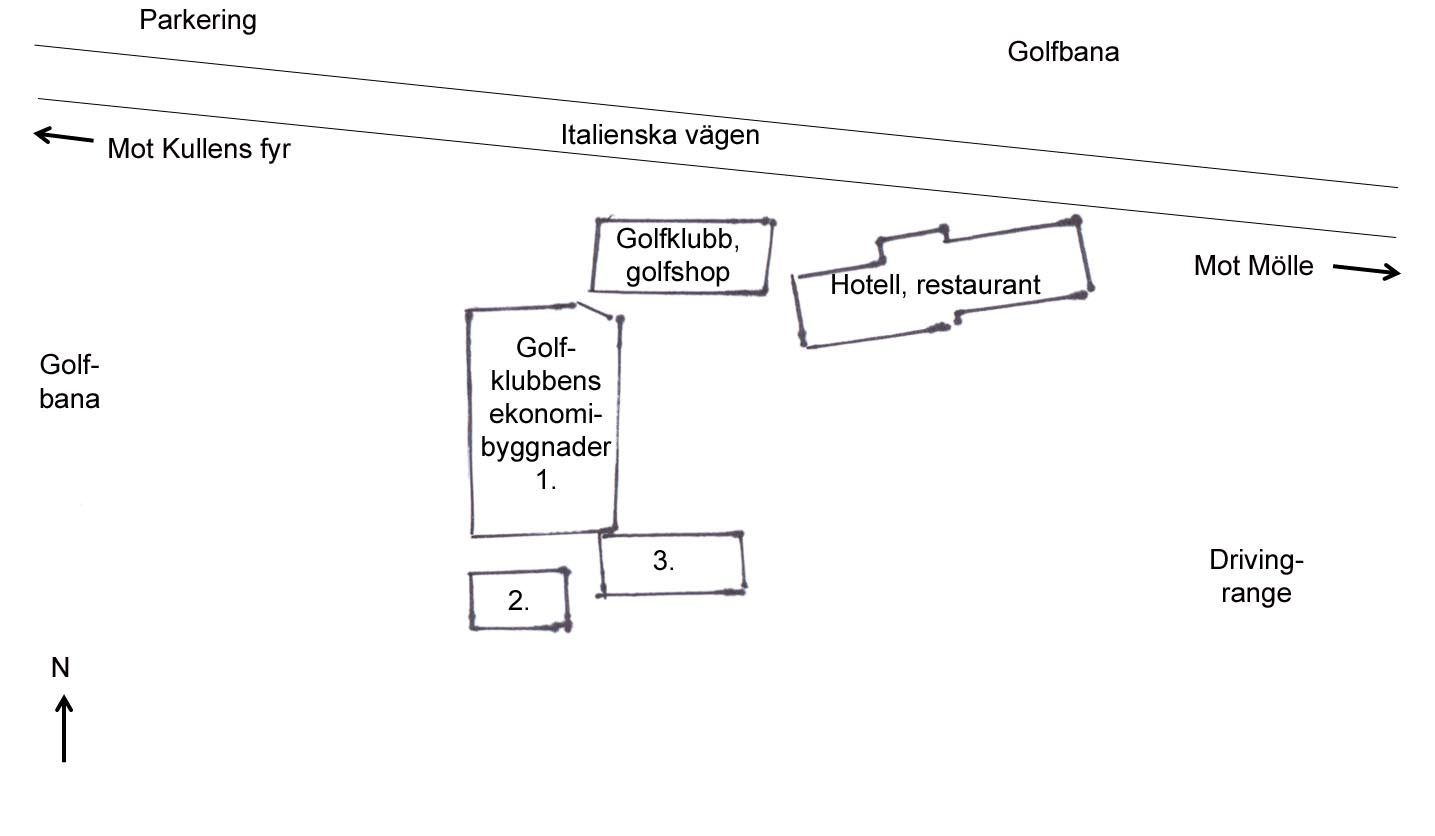
Situationsplan

### Mölle golfklubb
Huvudartikel: Mölle golfklubb
Mölle golfklubb bildades år 1943 av Sven Wennerth, och var spelklar med 12 hål året därpå. Banan invigdes 1945 av dåvarande kronprins Gustaf Adolf, senare kung Gustaf VI Adolf. Arkitekt var Ture Bruce. År 1959 byggdes banan ut till 18 hål. Marken är arrenderad av AB Kullabergs natur fram till 1942. Marken tillhör sedan 1997 Naturvårdsverket, som överlåtit skötseln av området till Länsstyrelsen i Skåne län.

## Omgivningar
Huvudartikel: Kullaberg
Kullagården ligger inom naturreservat Västra Kullaberg. Det bildades 1971 och ägs och förvaltas av staten genom Länsstyrelsen i Skåne län. Tillsammans omfattar naturreservaten Västra och Östra Kullaberg nästan 1 000 hektar land och 300 hektar vatten. Kullens fyr, Sveriges högst belägna och ljusstarkaste fyr ligger 500 m västerut. Bad- och dykmöjligheter finns vid de många strandmalar som ligger vid stranden, till exempel Ablahamn, Josefinelust, Djupadal och Ransvik. Nere vid strandkanten finns ett stort antal grottor, de flesta har bildats genom havets inverkan på klipporna. Vid Ransvik ägde de första gemensamhetsbaden i Sverige rum, i början av 1900-talet. Inom området finns promenadstigar som bl.a. går över de gamla ljungfäladerna som på senare år återskapats.